# 강진 무위사 선각대사탑비
강진 무위사 선각대사탑비(康津 無爲寺 先覺大師塔碑)는 전라남도 강진군 무위사에 있는 고려시대의 석비이다. 1969년 6월 16일 대한민국의 보물 제507호로 지정되었다.

## 개요
탑제는 “고려국고무위갑사선각대사편광암탑명병존”이라 시작하여 찬자 최언위와 서자 유훈율의 관등성명을 기록하고 있다. 대사의 법휘는 형미, 속성은 최씨이다. 신라 헌강왕 8년(882년) 18세에 구례 화엄사에서 폐족계를 받았으며, 그 후 가지산 보림사 구산선문의 태두인 보희선사에게 선법을 배운 뒤 27세에 인당 운거도응의 심인을 받고 효공왕 9년(905년)에 귀국하여 강진 무위갑사에 머물렀다. 
비를 세운 개운삼 년은 고려 정종 원년(946년)으로 대사의 입적 후 28년이 되는 해이다.비는 극락보전 서방 약 30 미터에 위치하고 있으며 석재 원장 내에 남향을 하고 있다. 명부의 조기는 당대의 타비에 비해 사실성의 경향을 띠었다. 특히 조각예술로서의 우수성을 나타내고 있다.

## 같이 보기
- 무위사

## 참고 자료
- 강진 무위사 선각대사탑비 - 국가유산청 국가유산포털